# مامادي كابا
مامادي كابا (Mamadi Kaba) (مواليد 15 يونيو 1982) هو لاعب كرة قدم غيني يلعب حاليًا في النادي الغيني كالوم ستار ‏. سبق أن لعب مع نادي غويونيون الفرنسي.

## المنتخب الوطني
كان كابا جزءًا من منتخب غينيا في كأس الأمم الأفريقية 2004، الذي احتل المركز الثاني في مجموعته في الجولة الأولى من المنافسة، قبل أن يخسر في ربع النهائي أمام مالي.